# Chương trình nhiều tập
Chương trình nhiều tập hay chương trình dài tập (bao gồm các chương trình phát thanh và truyền hình nhiều tập) hay còn gọi là series phát sóng (tiếng Việt đọc là xê-ri), là chương trình có kịch bản đang tiếp diễn, rập khuôn theo kiểu phát sóng tuần tự từng tập một. Các chương trình nhiều tập đặc trưng ở việc tiếp nối những tình tiết trọng yếu và kéo dài hết toàn bộ mùa truyền hình hoặc thậm chí là hết toàn bộ thời gian phát sóng của chương trình, giúp phân biệt với truyền hình theo tập truyền thống vốn trông cậy nhiều hơn vào các tập đơn lẻ.
Các chương trình nhiều tập trông mong vào việc giữ trọn vẹn sự tự nhiên của câu chuyện bị ẩn khuất và bộc lộ các tình tiết ở từng tập một nhằm giữ người xem luôn mở tivi để theo dõi thêm. Thường thì những chương trình này sử dụng các đoạn điểm qua tập trước ở phần mở đầu và để kết thúc bỏ lửng ở phần cuối mỗi tập. Những chương trình như này còn đặt ra yêu cầu đối với khán giả cần phải đón xem tất cả các tập để nắm bắt cốt truyện (hay mạch phim).